# Oscarverleihung 1930 (April)

Die Oscarverleihung im April 1930

Die Oscarverleihung vom April 1930 fand am 3. April 1930 im Ambassador Hotel in Los Angeles statt. Es waren die 2nd Annual Academy Awards. Ausgezeichnet wurden Filme aus der Zeit zwischen dem 2. August 1928 und dem 31. Juli 1929. Sowohl die zweite als auch die dritte Oscarverleihung fanden im Jahr 1930 statt. Diese Kompensation ermöglichte es, bei zukünftigen Verleihungen die Filme aus dem vorherigen Kalenderjahr auszuzeichnen. Die zweite Verleihung fand wiederum im Rahmen eines Banketts statt, wurde diesmal jedoch im Radio übertragen. Im Gegensatz zum Vorjahr wurden die Gewinner nicht mehr im Voraus bekanntgegeben. Zusätzlich wurden die 12 Kategorien auf 7 reduziert.

## Moderation
Der Regisseur William C. de Mille führte durch die Verleihung.

## Gewinner und Nominierte
Anmerkung: Bei dieser Verleihung gab es keine offiziellen Nominierungen im Vorfeld. Lediglich die Gewinner wurden im Rahmen des Banketts von der Jury verkündet. Alle weiteren Kandidaten basieren auf Aufzeichnungen der einzelnen Abteilungen.

### Bester Film
The Broadway Melody – Metro-Goldwyn-Mayer
Alibi – Feature Productions
In Old Arizona – Fox
The Hollywood Revue of 1929 – Metro-Goldwyn-Mayer
Der Patriot (The Patriot) – Paramount Famous Lasky

### Bester Hauptdarsteller
Warner Baxter – In Old Arizona
George Bancroft – Sie nannten ihn Thunderbolt (Thunderbolt)
Chester Morris – Alibi
Paul Muni – The Valiant
Lewis Stone – Der Patriot (The Patriot)

### Beste Hauptdarstellerin
Mary Pickford – Coquette
Ruth Chatterton – Madame X
Betty Compson – Rummelplatz der Liebe (The Barker)
Jeanne Eagels – The Letter
Corinne Griffith – Die ungekrönte Königin (The Divine Lady)
Bessie Love – The Broadway Melody

### Beste Regie
Frank Lloyd – Die ungekrönte Königin (The Divine Lady)
Lionel Barrymore – Madame X
Harry Beaumont – The Broadway Melody
Irving Cummings – In Old Arizona
Frank Lloyd – Drag und Weary River
Ernst Lubitsch – Der Patriot (The Patriot)

### Bestes Drehbuch
Hanns Kräly – Der Patriot (The Patriot)
Tom Barry – In Old Arizona und The Valiant
Elliot Clawson – The Cop, The Leatherneck, Sal of Singapore und Wolkenkratzer (Skyscraper)
Hanns Kräly – The Last of Mrs. Cheyney
Josephine Lovett – Our Dancing Daughters
Bess Meredyth – Eine schamlose Frau (A Woman of Affairs) und Wonder of Women

### Beste Kamera
Clyde De Vinna – Weiße Schatten (White Shadows on the South Sea)
George Barnes – Our Dancing Daughters
Arthur Edeson – In Old Arizona
Ernest Palmer – Vier Teufel (4 Devils) und Engel der Straße (Street Angel)
John F. Seitz – Die ungekrönte Königin (The Divine Lady)

### Bestes Szenenbild
Cedric Gibbons – Die Brücke von San Luis Rey (The Bridge of San Luis Rey)
Hans Dreier – Der Patriot (The Patriot)
Mitchell Leisen – Dynamit (Dynamite)
William Cameron Menzies – Alibi und Die Fahrt ins Feuer (The Awakening)
Harry Oliver – Engel der Straße (Street Angel)